# كريس لينكولن
كريس لينكولن (بالإنجليزية: Chris Lincoln)‏ هو صحفي ومعلق رياضي أمريكي، ولد في 11 نوفمبر 1947.